# Salida (Colorado)
Salida és una població dels Estats Units a l'estat de Colorado. Segons el cens del 2000 tenia 5.504 habitants.

## Demografia
Segons el cens del 2000, Salida tenia 5.504 habitants, 2.504 habitatges, i 1.449 famílies. La densitat de població era de 957,3 habitants per km².
Dels 2.504 habitatges en un 25% hi vivien nens de menys de 18 anys, en un 45,9% hi vivien parelles casades, en un 8,6% dones solteres, i en un 42,1% no eren unitats familiars. En el 35,9% dels habitatges hi vivien persones soles el 15,4% de les quals corresponia a persones de 65 anys o més que vivien soles. El nombre mitjà de persones vivint en cada habitatge era de 2,15 i el nombre mitjà de persones que vivien en cada família era de 2,8.
Per edats la població es repartia de la següent manera: un 21,4% tenia menys de 18 anys, un 6,3% entre 18 i 24, un 27,5% entre 25 i 44, un 24,2% de 45 a 60 i un 20,6% 65 anys o més.
L'edat mediana era de 42 anys. Per cada 100 dones de 18 o més anys hi havia 92,7 homes.
La renda mediana per habitatge era de 28.790 $ i la renda mediana per família de 38.240 $. Els homes tenien una renda mediana de 30.447 $ mentre que les dones 20.867 $. La renda per capita de la població era de 17.252 $. Entorn del 9,2% de les famílies i el 14,8% de la població estaven per davall del llindar de pobresa.

## Atractius
La població compta amb tres escoles: Longfellow Elementary School (per als més petits), Salida Middle School (per als més grans) i Salida High School (per a secundària). Aquest darrer ha estat reconstruït durant l'any 2012 i té un equip de futbol anomenat Spartans, que és recolzat per tot el poble. També compta amb un equip de bicicleta de muntanya entre d'altres.
El riu Arkansas passa devora el poble i es poden fer diverses activitats recreatives. Hi ha una biblioteca, skatepark, Wal-Mart, i més botigues a "downtown".

## Poblacions més properes
El següent diagrama mostra les poblacions més properes.